# Giro d'Itàlia de 1939
El Giro d'Itàlia de 1939 fou la vint-i-setena edició del Giro d'Itàlia i es disputà entre el 28 d'abril i el 18 de maig de 1939, amb un recorregut de 3.011 km distribuïts en 17 etapes, dues d'elles dividides en dos sectors; i dues contrarellotge individuals, una d'elles cronoescalada. 89 ciclistes hi van prendre part, acabant-la 54 d'ells. La sortida i arribada es feu a Milà.

## Història
Giovanni Valetti va guanyar el seu segon Giro d'Itàlia consecitiu, aquesta vegada per davant de Gino Bartali i Mario Vicini. Bartali fou el vencedor de la classificació de la muntanya.

## Classificacions finals

### Classificació general
| Classificació General                 | Classificació General   | Classificació General | Classificació General |
| Pos.                                  | Ciclista                | Equip                 | Temps                 |
| ------------------------------------- | ----------------------- | --------------------- | --------------------- |
| 1                                     | Giovanni Valetti (ITA)  | Fréjus                | 88h 02' 00"           |
| 2                                     | Gino Bartali (ITA)      | Legnano               | + 2' 59               |
| 3                                     | Mario Vicini (ITA)      | Lygie                 | + 5' 07               |
| 4                                     | Severino Canavesi (ITA) | Gloria                | + 7' 55               |
| 5                                     | Settimio Simonini (ITA) | Il Littorale          | + 16' 40              |
| 6                                     | Salvatore Crippa (ITA)  | Ganna                 | + 17' 52              |
| 7                                     | Giordano Cottur (ITA)   | Lygie                 | + 18' 40              |
| 8                                     | Cesare del Cancia (ITA) | Ganna                 | + 24' 34              |
| 9                                     | Cino Cinelli (ITA)      | Fréjus                | + 26' 10              |
| 10                                    | Bernardo Rogora (ITA)   | Gloria                | + 27' 40              |
| 89 participants, 54 acabaren la cursa |                         |                       |                       |

### Classificació de la muntanya
|   | Ciclista               | Equip   | Punts |
| - | ---------------------- | ------- | ----- |
| 1 | Gino Bartali (ITA)     | Legnano | --    |
| 2 | Giovanni Valetti (ITA) | Fréjus  | --    |
| 3 | Michele Benente (ITA)  | Olympia | --    |

## Etapes
| Etapa  | Data       | Recorregut                  | Km  | Vencedor d'etapa        | Líder de la general     |
| ------ | ---------- | --------------------------- | --- | ----------------------- | ----------------------- |
| 1a     | 28 d'abril | Milà – Torí                 | 180 | Vasco Bergamaschi (ITA) | Vasco Bergamaschi (ITA) |
| 2a     |            | Torí - Gènova               | 226 | Gino Bartali (ITA)      | Gino Bartali (ITA)      |
| 3a     |            | Gènova - Pisa               | 187 | Cino Cinelli (ITA)      | Cino Cinelli (ITA)      |
| 4a     |            | Pisa - Grosseto             | 154 | Carmine Saponetti (ITA) | Cino Cinelli (ITA)      |
| 5a     |            | Grosseto - Roma             | 222 | Olimpio Bizzi (ITA)     | Cino Cinelli (ITA)      |
| 6a (a) |            | Roma - Rieti                | 85  | Carmine Saponetti (ITA) | Cino Cinelli (ITA)      |
| 6a (b) |            | Rieti - Terminillo (CRI)    | 14  | Giovanni Valetti (ITA)  | Cino Cinelli (ITA)      |
| 7a     |            | Rieti - Pescara             | 191 | Adolfo Leoni (ITA)      | Cino Cinelli (ITA)      |
| 8a     |            | Pescara - Senigallia        | 177 | Diego Marabelli (ITA)   | Cino Cinelli (ITA)      |
| 9a (a) |            | Senigallia - Forlì          | 116 | Glauco Servadei (ITA)   | Secondo Magni (ITA)     |
| 9a (b) |            | Forlì - Florència           | 106 | Gino Bartali (ITA)      | Giovanni Valetti (ITA)  |
| 10a    |            | Florència - Bolonya         | 120 | Olimpio Bizzi (ITA)     | Giovanni Valetti (ITA)  |
| 11a    |            | Bolonya - Venècia           | 231 | Pietro Chiappini (ITA)  | Giovanni Valetti (ITA)  |
| 12a    |            | Venècia - Trieste           | 173 | Giordano Cottur (ITA)   | Giovanni Valetti (ITA)  |
| 13a    |            | Trieste - Gorizia           | 40  | Giovanni Valetti (ITA)  | Giovanni Valetti (ITA)  |
| 14a    |            | Gorizia - Cortina d'Ampezzo | 195 | Secondo Magni (ITA)     | Giovanni Valetti (ITA)  |
| 15a    |            | Cortina d'Ampezzo - Trento  | 256 | Gino Bartali (ITA)      | Gino Bartali (ITA)      |
| 16a    |            | Trento - Sondrio            | 166 | Giovanni Valetti (ITA)  | Giovanni Valetti (ITA)  |
| 17a    |            | Sondrio - Milà              | 168 | Gino Bartali (ITA)      | Giovanni Valetti (ITA)  |